# Carlos Hugo Estrada
Carlos Hugo Estrada Castro fue gobernador del departamento del Meta.

## Biografía
Nació en Villavicencio, hijo de don Carlos Estrada y la doña Isabel Castro. Huérfano de padre en su juventud, se caracterizó por ser un estudiante hábil y siempre con la idea de escalar posiciones fruto de su esfuerzo.
| Predecesor: Camilo Castro Chaquea | Gobernador del Meta 1961 - 1962      | Sucesor: Ovidio Sarmiento Díaz  |
| Predecesor: Rafael Duran          | Alcalde de Villavicencio 1958 - 1959 | Sucesor: Jaime Sandoval Londoño |